# Mindoro
Mindoro és la setena illa més gran de les Filipines, situada entre Luzon al nord-est i Palawan al sud-oest. Administrativament pertany a la regió de MIMAROPA i se subdivideix, des de 1950, en dues províncies: Mindoro Occidental i Mindoro Oriental; abans d'aquesta data, i des de 1921, l'illa formava una sola província.
Té una superfície de 10.572 km² i una població d'1.062.000 (2000). La ciutat principal és Calapan (105.910 hab.), al nord-est de l'illa.
Ja al segle x tenia relacions comercials amb els xinesos, que la coneixien com a Ma-i o Mait, i els espanyols la van anomenar Mina de Oro, nom del qual deriva l'actual.
L'economia de Mindoro es basa en l'agricultura: fruites, cereals, canya de sucre, cacauets, peix, bestiar i aviram. També hi destaquen la producció de fusta i la mineria (marbre i coure). Darrerament hi té una importància creixent el turisme, centrat a Puerto Galera.
La llengua principal dels habitants de Mindoro, originàriament d'ètnia mangyan, és el tagàlog i professen l'animisme i el catolicisme.